# Санкт-Петербург Лайонс
«Санкт-Петербург Лайонс» — российский баскетбольный клуб из Санкт-Петербурга, основан летом 2000 года. В следующем году расформирован.

## История
В межсезонье 2000 года в баскетбольной Европе произошел переворот, богатые клубы континента решили создать альтернативную лигу сильнейших команд Европы (Евролигу УЛЕБ). В том году РФБ отказалась участвовать во всех турнирах под эгидой УЛЕБ и поддержала ФИБА. Но Россия не осталась без представительства в новом турнире, итальянский бизнесмен Лучано Капиккиони на базе команды первой лиги «Пулково» создал в Санкт-Петербурге команду «St. Petersburg Lions» («Санкт-Петербургские львы»). Создан клуб был исключительно для участия в престижном европейском турнире Евролиге ULEB.
Состав у «Львов» подобрался довольно неплохой — Кейт Дженнингс (США), Стефан Стазич (Австрия), Боян Бркич (Босния и Герцеговина), Деррик Хэмилтон (США), Марко Вергинелла (Словения), Джевад Алиходжич (Босния), Марьян Кралевич (Словения) и четверо россиян — защитник Сергей Базаревич, форварды Андрей Мальцев, Евгений Кисурин и Евгений Коршунов. Руководил командой югославский специалист Миодраг Вескович, а генеральным менеджером клуба был петербуржец Юрий Павлов, чемпион мира 1974 года.
Группа, в которой предстояло играть «Львам», была довольно сильной, что предопределило печальный итоговый результат. Одержав лишь две победы в 10 матчах, «Львы» прекратили существование, так как Капиккиони подписал контракт с УЛЕБ на год. А затем УЛЕБ договорилась с ФИБА.